# Distrito de Escuelas Preparatorias de Phoenix Unión

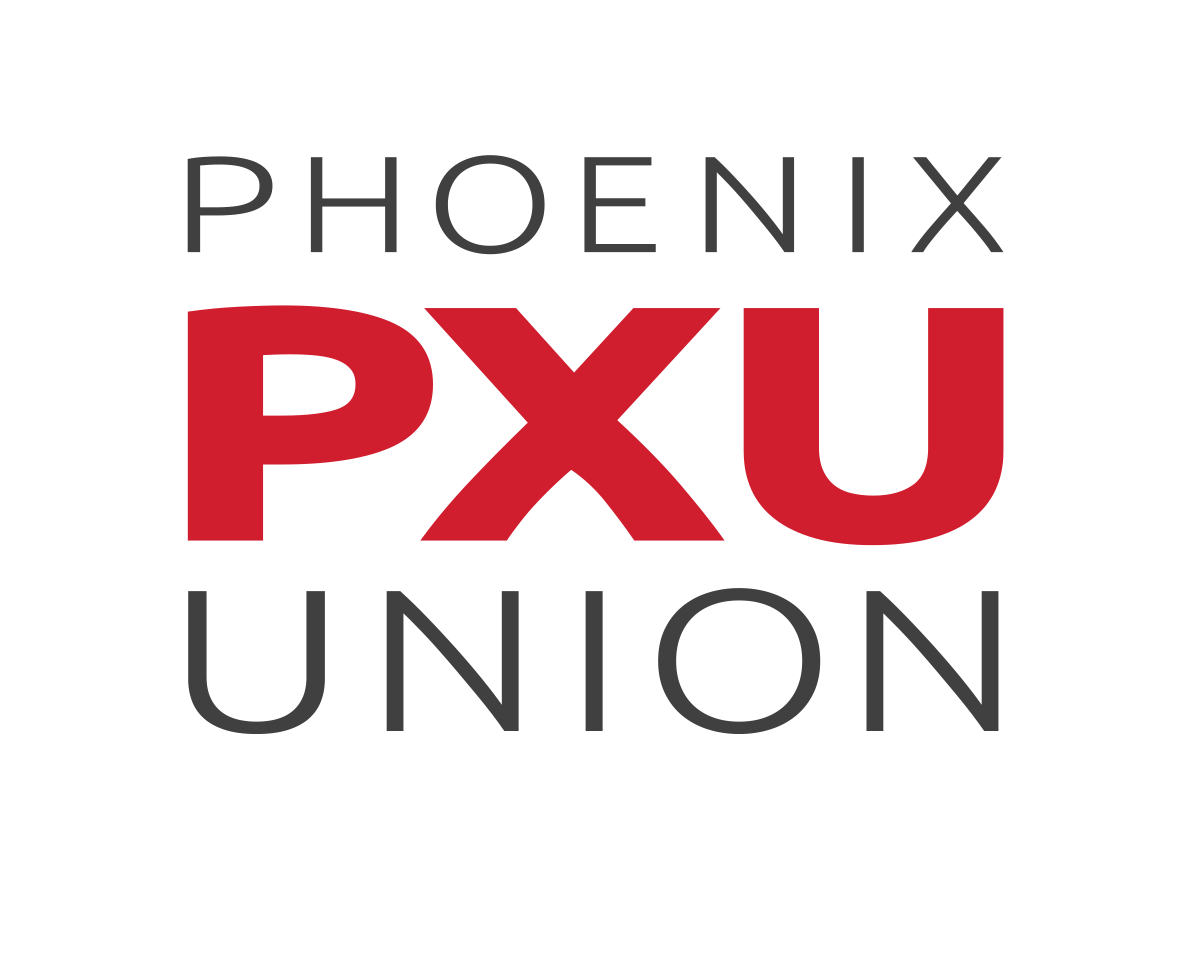
Logo de Phoenix Union High School District

El Distrito de Escuelas Preparatorias de Phoenix Unión (Phoenix Union High School District, PHUSD) es un distrito escolar de Arizona. Tiene su sede en el Center for Educational Services en Phoenix. El distrito, con una superficie de 220 millas cuadradas, gestiona 11 escuelas preparatorias, 3 escuelas alternativas, y 2 escuelas pequeñas. PHUSD tiene 25.590 estudiantes. El distrito tiene un boletín del distrito en español, la Educación Phoenix.

## Escuelas preparatorias
- Preparatoria Alhambra
- Preparatoria Trevor G. Browne
- Preparatoria Camelback
- Preparatoria Central
- Preparatoria César Chávez
- Preparatoria Betty H. Fairfax
- Preparatoria Carl Hayden
- Preparatoria Maryvale
- Preparatoria North
- Preparatoria South Mountain
- Preparatoria Metro Tech

## Escuelas alternativas y pequeñas
- Preparatoria Bostrom High School
- Preparatoria Cyber (Phoenix Union Cyber High School)
- Escuela Desiderata
- Academia Suns-Diamondbacks (Suns-Diamondbacks Education Academy)
- Escuela Preparatoria BioScience (Phoenix Union Bioscience High School)
- Preparatoria Franklin de Policía y Bomberos (Franklin Police and Fire High School)